# Baas Over Eigen Hoofd!
Baas Over Eigen Hoofd! (BOEH!) is een Vlaamse feministische en antiracistische activistische organisatie die ontstaan is in 2007 uit de strijd tegen het hoofddoekenverbod voor stadsambtenaren in Antwerpen.
In 2021 brengt BOEH! een gelijknamig boek uit bij EPO, geschreven door leden Samira Azabar en Ida Dequeecker.